# Haralambie Ivanov
Haralambie Ivanov (n. 23 februarie 1941, Crișan, Tulcea, România – d. 22 august 2004, Crișan, Tulcea, România) a fost un caiacist român, multiplu campion mondial, european, laureat cu argint la Mexico 1968.

## Distincții
- Ordinul „Meritul Sportiv” clasa a III-a (25 octombrie 1966) „pentru rezultatele deosebite obținute în competițiile sportive internaționale, precum și pentru contribuția valoroasă adusă la dezvoltarea culturii fizice și sportului în țara noastră”[2]